# Schefflera procumbens
Schefflera procumbens là một loài thực vật có hoa trong Họ Cuồng cuồng. Loài này được (Hemsl.) F.Friedmann miêu tả khoa học đầu tiên năm 1986.